# Perissus albobifasciatus
Perissus albobifasciatus är en skalbaggsart som beskrevs av Maurice Pic 1927. Perissus albobifasciatus ingår i släktet Perissus och familjen långhorningar. Inga underarter finns listade i Catalogue of Life.